# James Irving
James Kenneth Irving OC (* 20. März 1928 in Saint John, New Brunswick; † 21. Juni 2024 ebenda) war ein kanadischer Unternehmer.

## Leben
James Irving war der älteste Sohn des kanadischen Unternehmers Kenneth Colin Irving. Seine beiden jüngeren Brüder waren John E. Irving und Arthur Irving. Nach dem Tod seines Vaters im Jahre 1992 übernahm er innerhalb des vom Vater gegründeten Konzerns die Leitung der Unternehmensbereiche Brunswick News (Zeitungsverlag) und J.D. Irving Limited (Holzverarbeitung; Papier- und Verpackungsherstellung). Nach Angaben des US-amerikanischen Forbes Magazine gehörte Irving zu den reichsten Kanadiern und war in The World’s Billionaires 2005 gelistet.

## Ehrungen (Auswahl)
- 1996: Offizier des Order of Canada